# Constitución de los Estados Unidos de Venezuela de 1901
La Constitución de Venezuela de 1901 (de nombre oficial: Constitución de los Estados Unidos de Venezuela) fue aprobada el 26 de marzo de 1901 por la Asamblea Nacional Constituyente, en presencia del presidente Cipriano Castro junto a algunos de sus ministros, y promulgada el día 29 del mismo mes y año por este.

## Historia
Uno de los hechos más importantes fue la inclusión de un Ministerio público por primera vez, entre otras cosas. Esta constitución fue la que vendría después de la constitución de 1893, que permitieron el voto secreto y directo.[cita requerida] El período presidencial sería de seis años, sin derecho a reelección. La pena máxima pasa de 10 a 15 años de presidio. Se le cambió el nombre a los estados: Bolívar (antes Guayana), Falcón (antes Coro), Lara (antes Barquisimeto), Miranda (antes Caracas), Sucre (antes Cumaná), Nueva Esparta (antes Margarita), Zamora (antes Barinas) y Zulia (antes Maracaibo).

## Enmiendas
La constitución de 1901 sería cambiada a partir del 27 de abril de 1904, cuando el presidente Castro cambia ciertos reglamentos de la constitución que le permitieron estar más años en el poder hasta 1908, cuando iría a París por su enfermedad. Posteriormente muchos le propusieron al vicepresidente Juan Vicente Gómez (mejor amigo de Castro), la presidencia. Gómez acepta, y con un golpe de Estado logra tomar el poder. El presidente Castro se va y Gómez se quedaría en la presidencia hasta morir en 1935. La dictadura de Juan Vicente Gómez cambiaría la constitución en múltiples ocasiones para perpetuarse en el poder hasta su fallecimiento el 17 de diciembre de 1935.